# Hysterocrates spellenbergi
Hysterocrates spellenbergi là một loài nhện trong họ Theraphosidae.
Loài này thuộc chi Hysterocrates. Hysterocrates spellenbergi được Embrik Strand miêu tả năm 1906.